# Сквозной грот (Новый свет)
Сквозной грот — пещера (грот) в Крыму, недалеко от Голицынской тропы. Грот образовался благодаря тектоническому разлому, что нетипично для Крыма. Он делит мыс Капчик, разделяющий две бухты — Голубую и Синюю. Грот в качестве достопримечательности открыл Лев Голицын. На дне галереи можно найти оторвавшиеся глыбы известняка, а в самом гроте обитают летучие мыши.
В 2008 году после нескольких несчастных случаев грот был признан опасным и закрыт для посещения.

## Галерея

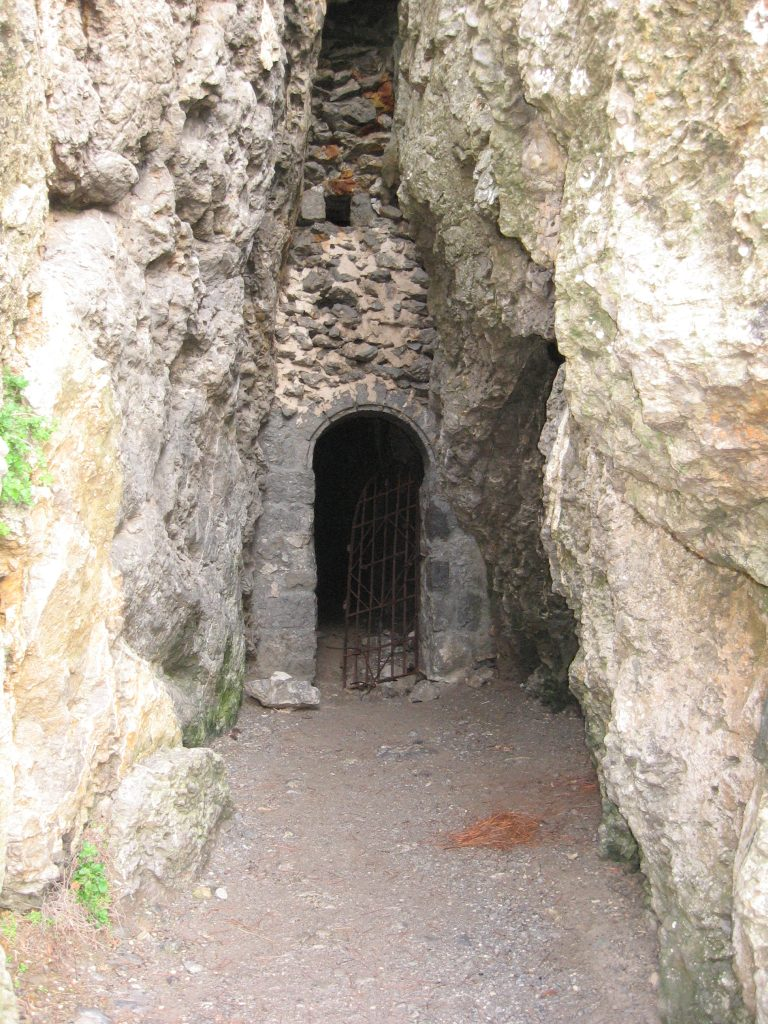
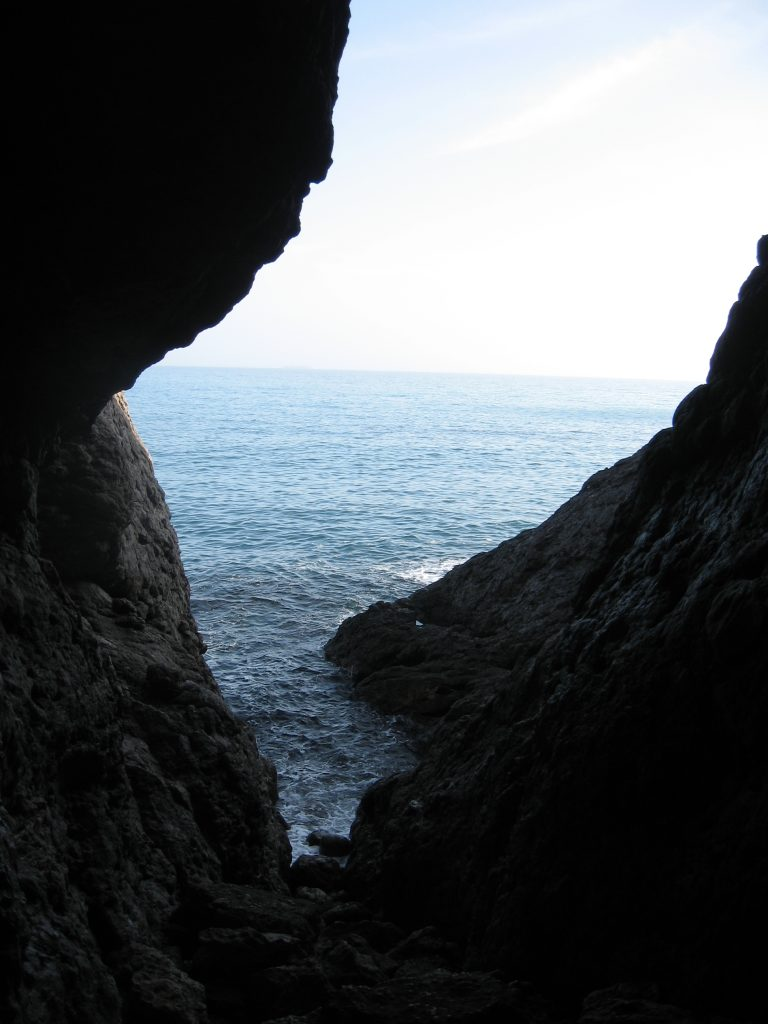
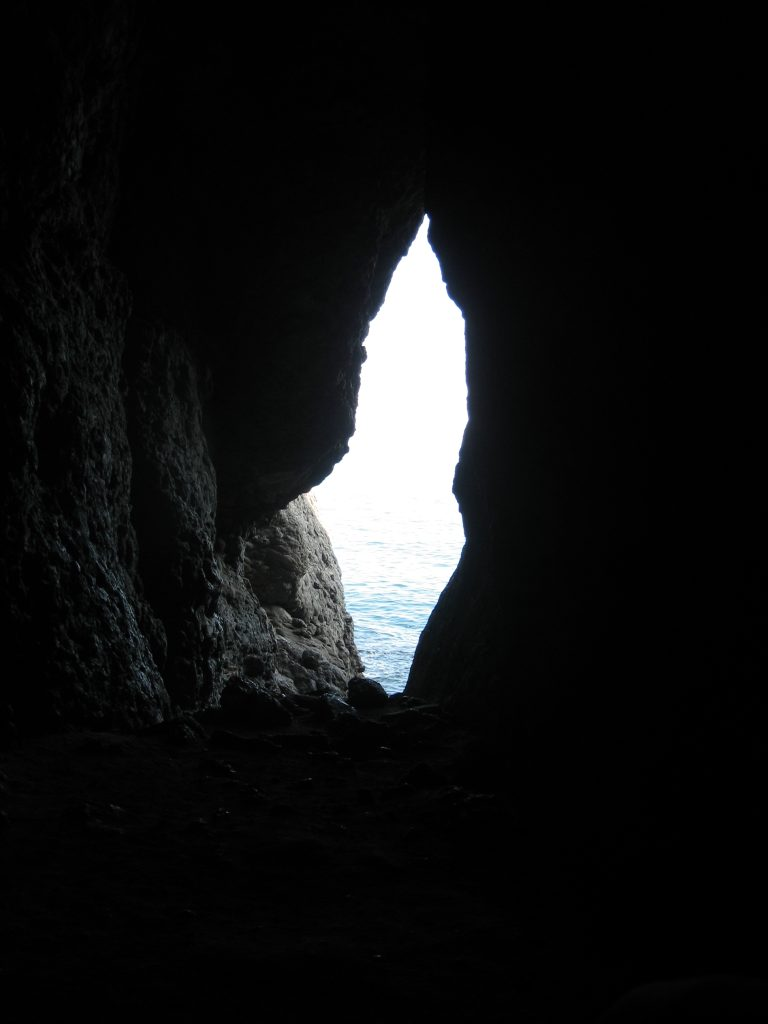